# Vegard Stake Laengen
Vegard Stake Laengen, né le 7 février 1989 à Fredrikstad, est un coureur cycliste norvégien. Il évolue au sein de l'équipe UAE Emirates.

## Biographie
Vegard Stake Laengen est stagiaire la fin de la saison 2008 l'équipe norvégienne Trek-Adecco. En 2009, il obtient un contrat avec l'équipe continentale Joker Bianchi. Au cours de la saison 2010, il remporte sa première victoire dans une compétition internationale avec le classement général du Tour du Frioul-Vénétie julienne. En 2011, il décroche la médaille de bronze du contre-la-montre individuel au championnat d'Europe espoirs (moins de 23 ans).
En 2012, il rejoint l'équipe continentale professionnelle Type 1-Sanofi, avec qui, il gagne une étape du Tour de Beauce. De 2013 à 2014, il est membre de l'équipe continentale professionnelle française Bretagne-Séché Environnement. Non conservé par ses dirigeants à l'issue de la saison 2014, il fait son retour au sein de la formation continentale Joker.
En 2015 il remporte la troisième étape de la Ronde de l'Oise au printemps, ainsi qu'une étape et le général du Tour Alsace durant l'été. À la fin de l'année, il signe un contrat avec la formation World Tour suisse IAM. Au cours de la saison 2016, il participe à ses premiers grands tours : 83e du Tour d'Italie et 81e du Tour d'Espagne. 
Après la dissolution de l'équipe IAM à la fin de la saison 2016, il rejoint ensuite l'équipe UAE Emirates. Lors de sa première année avec cette équipe, il dispute son premier Tour de France, qu'il terminé 127e. En 2018, il devient champion de Norvège sur route.
Sélectionné pour le Tour de France 2022, il est non-partant lors de la huitième étape après avoir été testé positif au SARS-CoV-2.

## Palmarès
- 2007

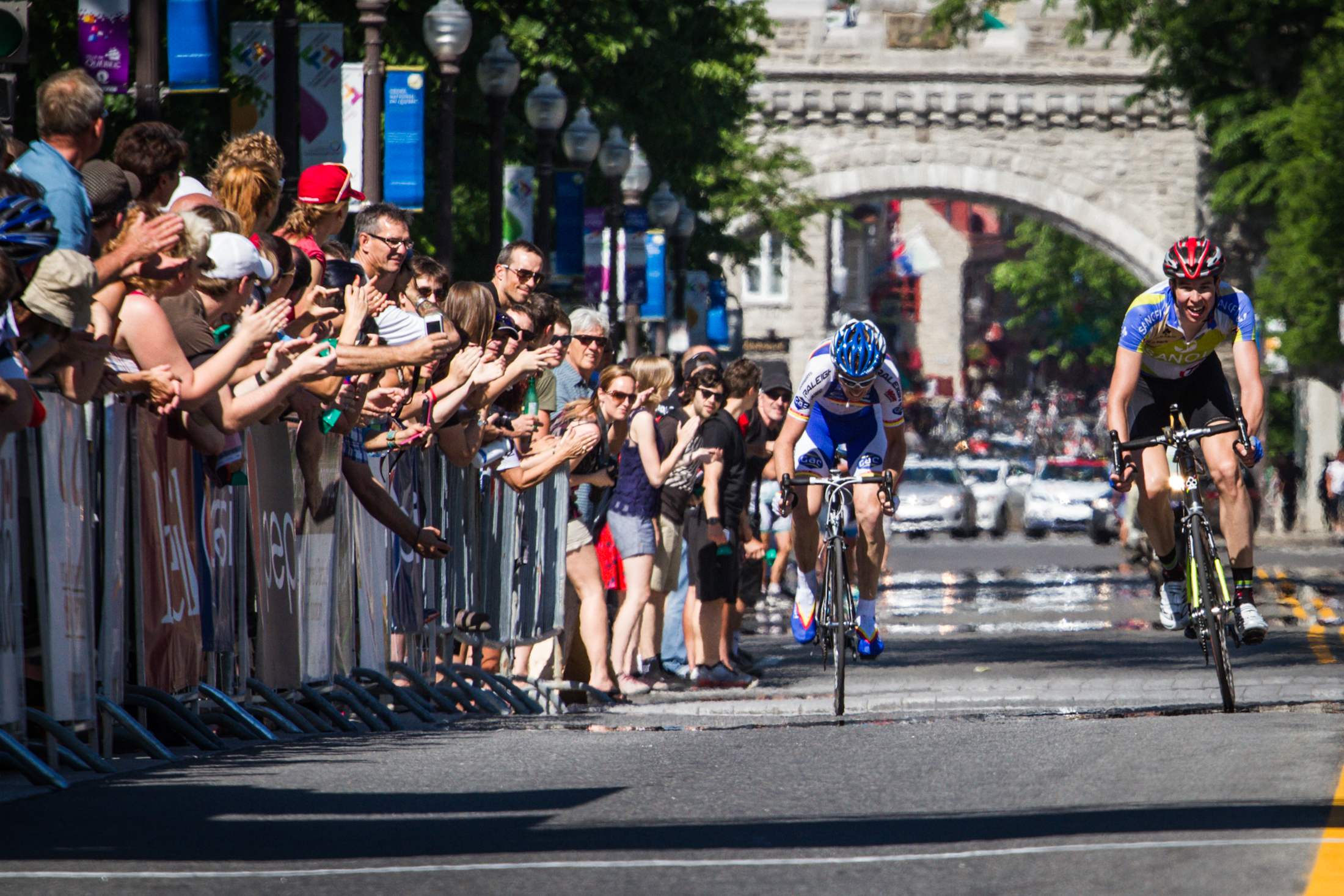
Vegard Stake Laengen (à droite sur la photo) à la ligne d'arrivée alors qu'il remporte la cinquième étape du Tour de Beauce 2012, devant Russell Hampton

  - 3e du championnat de Norvège de cross-country juniors
- 2009
  - 1re étape de l'Oslo Sykkelfestival (contre-la-montre)
  - 2e de l'Oslo Sykkelfestival
- 2010
  - Classement général du Tour du Frioul-Vénétie julienne
- 2011
  - 2e du championnat de Norvège sur route espoirs
  - 2e du championnat de Norvège sur route
  -  Médaillé de bronze du championnat d'Europe du contre-la-montre espoirs
  - 3e du Triptyque des Monts et Châteaux
- 2012
  - 5e étape du Tour de Beauce
- 2013
  - 2e du Kreiz Breizh Elites
  - 3e du Tour du Doubs
- 2015
  - 3e étape de la Ronde de l'Oise
  - Tour Alsace :
    - Classement général
    - 3e étape

  - 2e de la Ronde de l'Oise
  - 3e du championnat de Norvège sur route
  - 3e de l'Hadeland GP
- 2016
  - 2e du championnat de Norvège du contre-la-montre
- 2018
  -  Champion de Norvège sur route
- 2021
  - 2e du Trofeo Andratx-Mirador des Colomer

## Résultats sur les grands tours

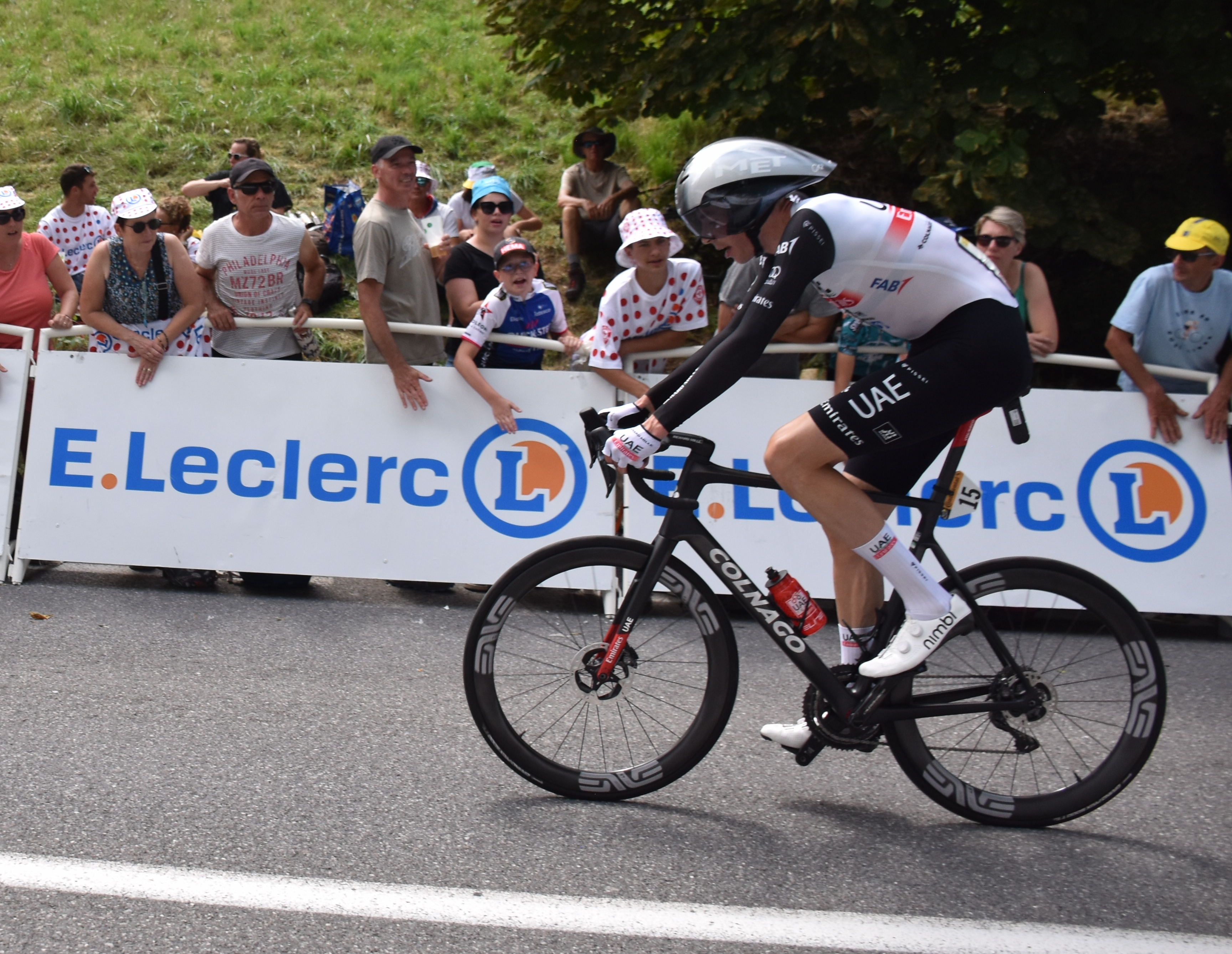
Vegard Stake Laengen - Tour de France 2023
Contre la montre individuel.

### Tour de France
6 participations
- 2017 : 127e
- 2019 : 107e
- 2020 : 82e
- 2021 : 112e
- 2022 : non-partant (8e étape)
- 2023 : 102e

### Tour d'Italie
3 participations
- 2016 : 83e
- 2018 : 102e
- 2024 : 75e

### Tour d'Espagne
2 participations
- 2016 : 81e
- 2018 : 107e

## Classements mondiaux
| Année                                 | 2010 | 2011 | 2012 | 2013 | 2014 | 2015 | 2016 | 2017 | 2018 | 2019  | 2020  | 2021 | 2022  | 2023  | 2024  |
| ------------------------------------- | ---- | ---- | ---- | ---- | ---- | ---- | ---- | ---- | ---- | ----- | ----- | ---- | ----- | ----- | ----- |
| UCI World Tour                        |      |      |      |      |      |      | 188e | 146e | 298e |       |       |      |       |       |       |
| Classement mondial                    |      |      |      |      |      |      | 848e | 309e | 502e | 2328e | 1284e | 638e | 1556e | 1739e | 2875e |
| UCI Europe Tour                       | 293e | 191e | 609e | 224e | 633e | 56e  | 834e | 636e | 392e | 1494e | 983e  | 512e | 1042e | nc    | nc    |
| UCI America Tour                      | nc   | nc   | 269e | nc   | nc   | nc   | 363e | 98e  | nc   |       |       |      |       |       |       |
|                                       |      |      |      |      |      |      |      |      |      |       |       |      |       |       |       |
| Légende : nc = non classéSource : UCI |      |      |      |      |      |      |      |      |      |       |       |      |       |       |       |